# Wiesław Sawczuk
Wiesław Sawczuk (ur. 3 grudnia 1933 w Lublinie, zm. 22 czerwca 1999) – artysta plastyk, projektant szkła artystycznego oraz szkła użytkowego, grafik.

## Życiorys
W latach 1953–1959 studiował w Państwowej Wyższej Szkole Sztuk Plastycznych we Wrocławiu, gdzie w 1959 r. uzyskał dyplom na Wydziale Szkła w pracowni prof. Stanisława Dawskiego. Tego samego roku podjął pracę w Hucie Szkła Kryształowego „Julia” w Szklarskiej Porębie. Następnie pracował jako projektant w Fabryce Porcelany Stołowej w Jaworzynie Śląskiej. W latach 1960–1967 kierował ośrodkiem wzornictwa w Hucie Szkła Gospodarczego „Hortensja” w Piotrkowie Trybunalskim. Od 1968 pracował w Hucie Szkła Gospodarczego „Dąbrowa”. Od lat 70. współpracował z Cepelią, projektując dla Spółdzielni „Kamionka” w Łysej Górze. W czasie swojej kariery zawodowej parał się również grafiką, tworząc dla Stołecznego Zarządu Kin w Warszawie.
Jego początkowa twórczość reprezentuje wrocławską szkołę szkła, cechując się prostotą i powściągliwością kolorystyczną. W późniejszym okresie, projektując dla Cepelii, w zgodzie z panującymi wówczas tendencjami tworzył silnie dekoracyjne naczynia o paraużytkowym charakterze.
Prace artysty znajdują się w zbiorach Muzeum Narodowego w Warszawie, Muzeum Narodowego w Krakowie, Musée du Verre w Liège oraz w zbiorach Akademii Sztuk Pięknych we Wrocławiu.

## Nagrody[a]
- 1961 – dwa wyróżnienia w konkursie na najlepsze wzory szkła użytkowego i dwa wyróżnienia na szkło eksportowe, Warszawa
- 1968 – trzy pierwsze nagrody w ogólnopolskim konkursie na projekty szkła kryształowego, Warszawa
- 1968 – dwie pierwsze nagrody w ogólnopolskim konkursie na szkło zdobione, Warszawa
- 1973 – wyróżnienie na Ogólnopolskiej Wystawie Artystów Plastyków „Cepelia” w Warszawie
- 1978 – wyróżnienie na Ogólnopolskiej Wystawie Artystów Plastyków „Cepelia” w Warszawie

## Wystawy

### Wystawy indywidualne[b]
- 1962 – Towarzystwo Przyjaciół Sztuk Pięknych, Piotrków Trybunalski
- 1975 – Warszawa
- 1979 – Warszawa
- 1986 – Warszawa

### Wystawy zbiorowe[c]
- 1960 – Warszawa
- 1962–1963 – Polskie szkło i ceramika, Berlin, Praga, Wiedeń, Budapeszt, Belgrad, Sofia
- 1963 – Polskie Współczesne Szkło Artystyczne, Muzeum Narodowe w Krakowie
- 1963 – Verrerie européenne 1958-1963, Liège
- 1964 – Wystawa Ogólnopolska Tkaniny, Ceramiki i Szkła w Warszawie
- 1968 – 3-Bienalu Industrijskiego Oblikovanja, Lublana
- 1969 – Ceramika i Szkło. Polska Sztuka Użytkowa w XXV-lecie PRL we Wrocławiu
- 1973 – Artyści plastycy z kręgu „Cepelia”, Warszawa
- 1974 – Ogólnopolska Wystawa Szkła Artystycznego i Użytkowego w Katowicach
- 1974 – Warszawa
- 1976 – I Ogólnopolskie Triennale Szkła w Kłodzku
- 1977 – II Ogólnopolska Wystawa Szkła Artystycznego i Użytkowego w Katowicach
- 1979 – Ogólnopolska Wystawa Szkła Unikatowego i Przemysłowego w Katowicach
- 1987–1988 – Polskie Szkło Współczesne w Warszawie